# Кагальник (приток Дона)
Кагальни́к (иногда Кагальник (Донской)) — река в Ростовской области России, правый приток Дона. Река берёт начало примерно в 2 км северо-западнее хутора Араканцев. Река не судоходна. Развито рыболовство. Длина реки — 140, площадь водосборного бассейна — 2190 км².
Начинается Кагальник неглубокой балкой в степи на возвышении около 170 м. В области Донецкого кряжа реку характеризуют скалистые берега. Ниже по течению, после впадения реки Белой русло реки очень извилисто. Во многих местах река заболочена. Ближе к Дону глубина реки составляет около 4-7 м.

## Притоки
Правые:
- балка Дальняя Россошь (Средняя Россошь);
- балка Ближняя Россошь (Нижняя Россошь);
- балка Сухая. Левые[2]:
- река Белая;
- балка Вербовая (Большая Вербовая);
- балка Вязовая;
- балка Нижняя Осиновая, у хутора Вифлянцев;
- балка Осиновая, у села Кухтачев.